# Enrique II, duque de Baviera

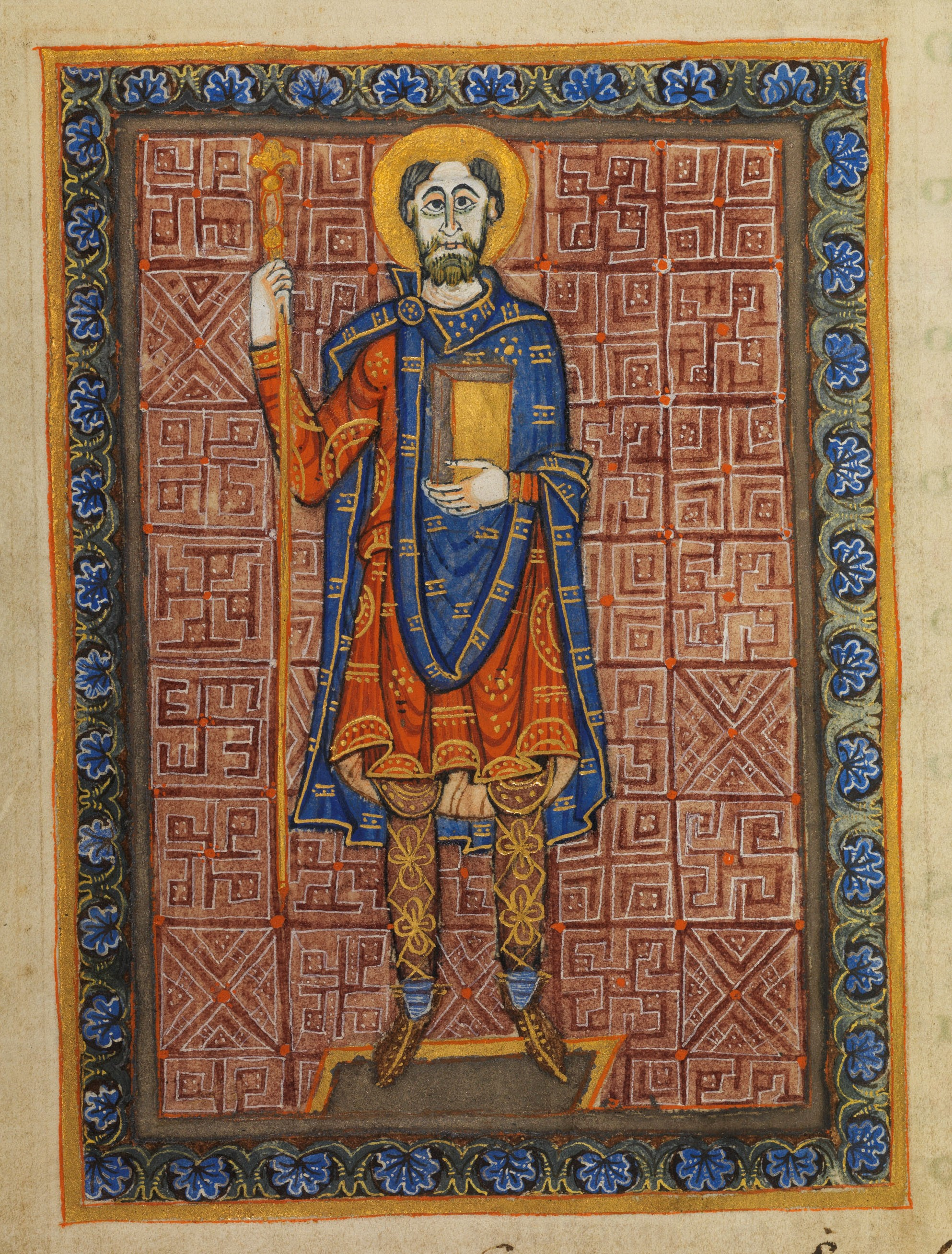
Enrique II el Pendenciero.

Enrique II (951-995), llamado el Pendenciero (en alemán Heinrich der Zänker), era hijo de Enrique I y Judith de Baviera y en séptima generación descendiente de Carlomagno.
Sucedió a su padre a la edad de cuatro años, bajo la tutela de su madre Judith. Enrique se casó con Gisela de Borgoña, una sobrina de la emperatriz Adelaida, y resolvieron en 974 expulsar a Otón II del trono de Alemania. Sin embargo, fue tomado prisionero en Ingelheim, pero se escapó y promovió una rebelión en Baviera, siendo derrotado en 976 y despojado de su ducado. Tras la Guerra de los tres Enriques en 978, fue puesto bajo la custodia del obispo de Utrecht. Como consecuencia de su rebelión en Baviera perdió incluso la Marcha orientalis (Austria).
Después de la muerte de Otón II, fue liberado de su cautiverio y trató una vez más de usurpar el trono alemán secuestrando al niño Otón III. Aunque fracasó en su intento de hacerse con el dominio de Alemania, pudo recuperar Baviera.
Su hija Gisela de Baviera se casó con el rey San Esteban I de Hungría, mientras que su hijo Enrique II el Santo llegó a ser Emperador del Sacro Imperio Romano Germánico.
| Predecesor: Enrique I   | Duque de Baviera 955-976  | Sucesor: Otón I     |
| Predecesor: Enrique III | Duque de Baviera 985-995  | Sucesor: Enrique IV |
| Predecesor: Enrique III | Duque de Carintia 989-995 | Sucesor: Enrique IV |